# 岳清瑞
岳清瑞（1962年1月2日—），黑龙江齐齐哈尔人，工程结构专家，2017年当选为中国工程院院士。

## 生平
1985年7月，本科毕业于清华大学建筑结构工程专业。
1988年5月，硕士研究生毕业于中冶集团建筑研究总院结构工程专业，同年进入冶金工业部建筑研究总院工作。
2011年，毕业于中欧国际工商学院获高级工商管理硕士（EMBA）。
2017年当选中国工程院院士。
现任中冶建筑研究总院有限公司党委书记、董事长兼总工程师，兼任中国钢结构协会会长、国家工业建筑诊断与改造工程技术研究中心及国家钢结构工程技术研究中心主任等。